# Launsdorf (Gemeinde Sankt Georgen am Längsee)
Launsdorf ist eine Ortschaft in der Gemeinde St. Georgen am Längsee im Bezirk Sankt Veit an der Glan in Kärnten (Österreich). Die Ortschaft hat 1264 Einwohner (Stand 1. Jänner 2024). Sie liegt auf dem Gebiet der Katastralgemeinde Launsdorf.

## Lage
Die Ortschaft liegt im Zentrum der Gemeinde Sankt Georgen am Längsee, im Süden des Bezirks Sankt Veit an der Glan, östlich des Bezirkshauptorts, in der Launsdorfer Senke, an der Einmündung der Görtschitztalbahn in die Kronprinz Rudolf-Bahn.

## Geschichte
Der Ort wurde schon 1138 (Lunsdorf), 1169 (Lunsindorf) und 1261 (Lowinsdorf bzw. Lowensdorf) erwähnt. Der Ortsname bedeutet Dorf des Lun, leitet sich also von einem Personennamen ab. Spätestens im 13. Jahrhundert gab es schon eine Pfarrkirche im Ort.
Auf dem Gebiet der Steuergemeinde Launsdorf liegend, gehörte Launsdorf in der ersten Hälfte des 19. Jahrhunderts zum Steuerbezirk Osterwitz. Bei der Gründung der Ortsgemeinden im Zuge der Reformen nach der Revolution 1848/49 kam Launsdorf an die Gemeinde Sankt Georgen am Längsee. Launsdorf ist heute die mit Abstand größte Ortschaft in der Gemeinde; es ist Sitz des Gemeindeamtes und einer Volksschule und gilt als Gemeindehauptort.

## Bevölkerungsentwicklung
Für die Ortschaft ermittelte man folgende Einwohnerzahlen:
- 1869: 19 Häuser, 133 Einwohner[4]
- 1880: 20 Häuser, 143 Einwohner[5]
- 1890: 19 Häuser, 168 Einwohner[6]
- 1900: 21 Häuser, 157 Einwohner[7]
- 1910: 25 Häuser, 224 Einwohner[8]
- 1923: 28 Häuser, 250 Einwohner[9]
- 1934: 396 Einwohner[10]
- 1961: 121 Häuser, 700 Einwohner[11]
- 2001: 285 Gebäude (davon 244 mit Hauptwohnsitz) mit 509 Wohnungen; 1174 Einwohner und 52 Nebenwohnsitzfälle; 473 Haushalte; 39 Arbeitsstätten, 8  land- und forstwirtschaftliche Betriebe[12]
- 2011: 327 Gebäude, 1158 Einwohner, 529 Haushalte, 61 Arbeitsstätten[13]
- 2021: 375 Gebäude, 1212 Einwohner, 550 Haushalte, 73 Arbeitsstätten[14]